# باتريسيا أوبراين
باتريسيا أوبراين (بالإنجليزية: Patricia O'Brien) هي دبلوماسية أيرلندية، ولدت في 8 فبراير 1957.